# شون مارشال
شون مارشال (بالإنجليزية: Sean Marshall)‏ (و. 1965 – م) هو ممثل، ومغني، وممثل أفلام، وممثل تلفزيوني، من الولايات المتحدة الأمريكية.

## التعليم
تعلم في United States Merchant Marine Academy ‏.

## وصلات خارجية
- شون مارشال على موقع IMDb (الإنجليزية)
- شون مارشال على موقع ميوزك برينز (الإنجليزية)
- شون مارشال على موقع أول موفي (الإنجليزية)
- شون مارشال على موقع قاعدة بيانات الأفلام السويدية (السويدية)
- شون مارشال على موقع قاعدة بيانات الفيلم (الإنجليزية)